# Christiaan Kramm

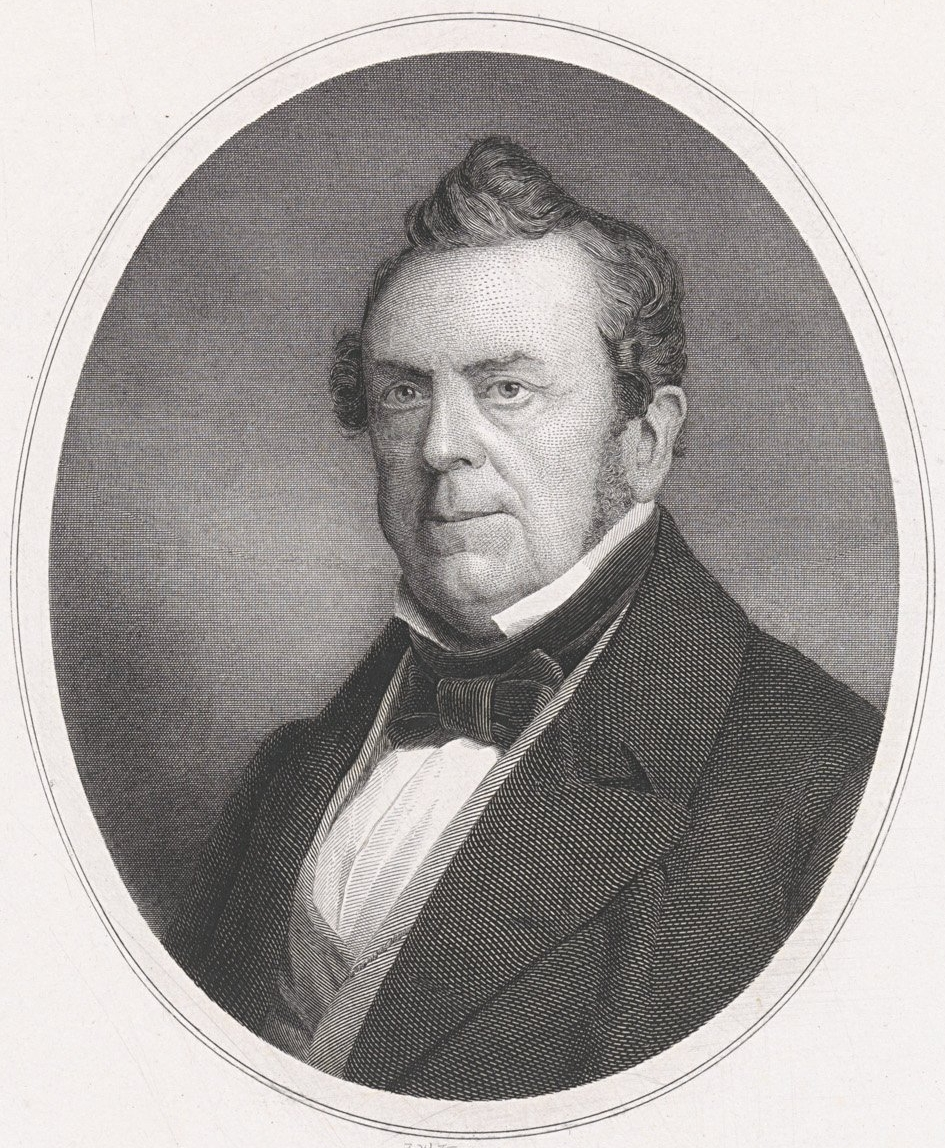
Christiaan Kramm door Johann Wilhelm Kaiser (1864)

Christiaan Kramm (Utrecht, 18 april 1797 - idem, 24 mei 1875) was een Nederlandse architect, kunstschilder en kunstverzamelaar.
Christiaan Kramm werd geboren in de Zadelstraat te Utrecht. In 1810, op 13-jarige leeftijd, ging hij wegens geldgebrek in de leer bij goud- en edelsmid N. van Voorst, daar leerde hij ook tekenen van behangselschilder Hendrik van Barneveld. In zijn vrije tijd legde hij zich toe op het spelen van het Chinese schimmenspel, waarvoor veel belangstelling was. Hiervoor maakte hij zijn eigen decors. 
Vijf jaar na zijn aantreden bij Van Voorst werd hij opgenomen als privéleerling van kunstschilder en directeur van de afdeling tekenkunde van de Stadstekenschool, Pieter Christoffel Wonder (1780-1852). Via Wonder kwam hij in contact met de directeur van de schouwburg Cornelis van Leeuwen. Voor de schouwburg maakte hij vele decors tot 1840. 

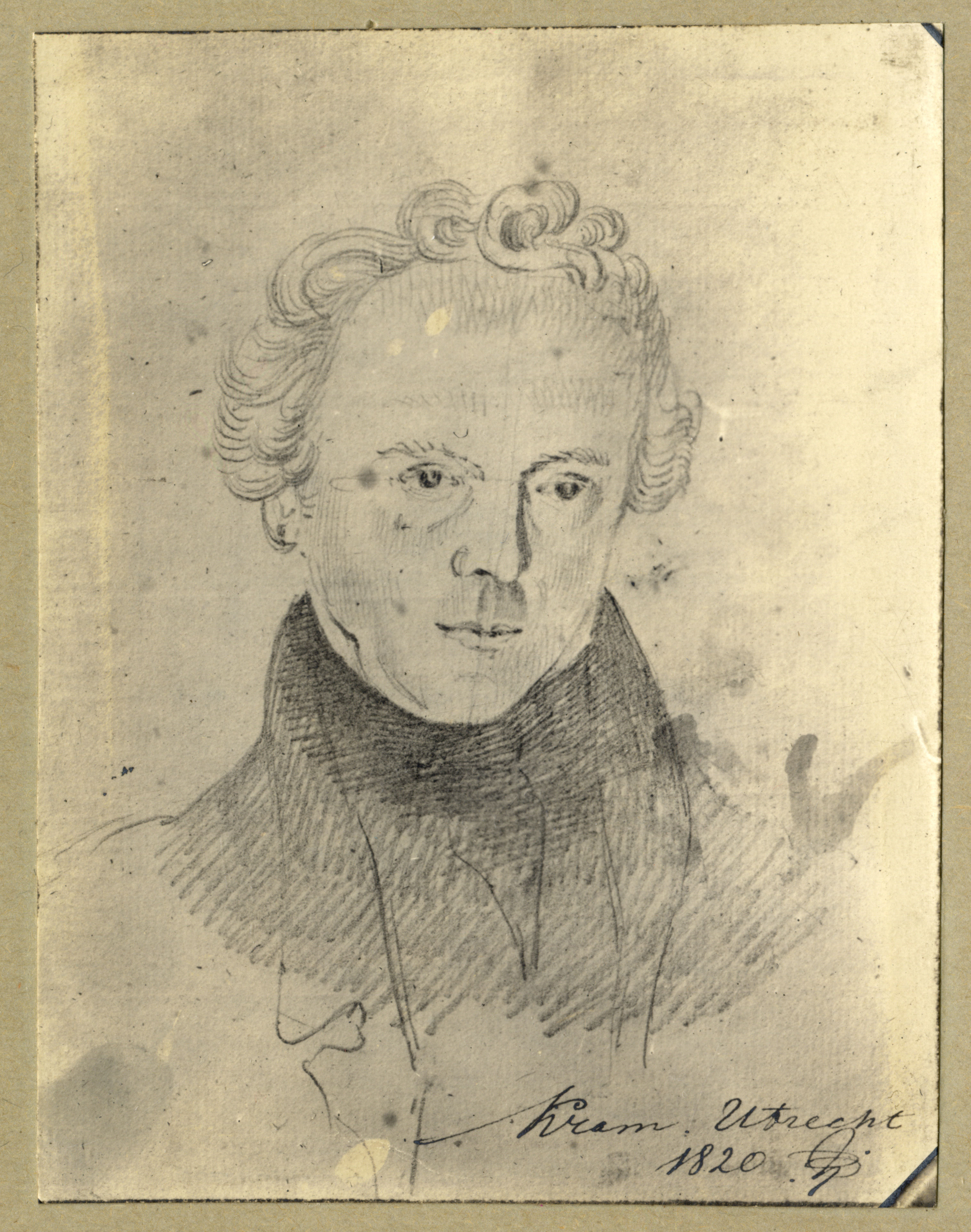
Kramm in 1820 vastgelegd door Pieter van Loon.

Inmiddels had Christiaan Kramm zich ook toegelegd op de architectuur. Zo was hij als enige Utrechtse architect bereid om opmetingstekeningen te maken van de Domkerk in Utrecht voor Carl Friedrich von Wiebekings Theoretisch-praktische bürgerliche Baukunde. Hierdoor werd hij belast met het toezicht op de herstelwerkzaamheden van de Dom uitgevoerd door Tieleman Franciscus Suys tussen 1824 en 1830.
In 1826 werd hij aangesteld als directeur van de bouwkundige afdeling van de Stadstekenschool, wat hij 40 jaar zou blijven. Hij vertrok een jaar later voor een driejarige studiereis naar Londen, waar hij verbleef bij zijn oude leermeester P.C. Wonder. Hier kwam hij in aanraking met de neogotiek, die hij als eerste in Nederland ging onderwijzen. Kramm maakte voor verschillende opdrachten ontwerpen, gevraagd of ongevraagd en ontving vele prijzen. Zijn bekendste werken zijn het gerechtsgebouw aan de Hamburgerstraat, waarvoor hij een nieuwe gevel in neoclassicistische stijl ontwierp (ca. 1837, thans restaurant en onderkomen voor Het Utrechts Archief) en het oudste gedeelte van de voormalige Lakenhal Gebroeders Geelen aan de Oudegracht 167 (1850) toen nog Stadhuisbrug 5 (daarna V&D en uitgebreid door P.J. Houtzagers en J. Kuyt, thans winkelfunctiek), de katholieke Carolus Borromeus kerk in Soesterberg (1838), de verbouwing van de katholieke St. Martinuskerk in Hoogland (1840), de katholieke St. Jozefkerk in Leusden (1841), de verbouwing van het Willem Arntszhuis (1829) en de voormalige St. Bavokerk (1839) in Harmelen waarvan een deel behouden is als kapel van het verzorgingstehuis Huize Gaza. Rond 1830 verbouwde hij ook het Paushuize aan de Kromme Nieuwegracht in Utrecht. Tevens heeft hij de nieuwe toegangspoorten, IJsselpoort en Benschopperpoort, in IJsselstein ontworpen (1854).
Vanaf 1840 trok hij zich terug als actief architect en legde hij zich toe op het maken van schilderijen en prenten en werd hij veel gevraagd als portrettist op ivoor. Hij sloeg ook aan het verzamelen en legde een grote collectie van prenten en tekeningen aan met historische of topografische onderwerpen als thema. Tevens beschikte hij over een grote collectie boeken omtrent de bouwkunst en andere schone kunsten waaruit hij kon putten voor zijn bouwkundige verhandelingen die hij schreef. Kramm woonde decennialang tot zijn dood in het zelfontworpen landhuis Rusthof in de Utrechtse Kapelstraat. Hij overleed in 1875 en werd in die plaats begraven op de Eerste Algemene Begraafplaats Soestbergen. Het Utrechts Archief bezit een portret van Christiaan Kramm.